# Formica uralensis
Formica uralensis es una especie de hormiga del género Formica, familia Formicidae. Fue descrita científicamente por Ruzsky en 1895.
Se distribuye por China, Kazajistán, Mongolia, Corea del Norte, Bielorrusia, Dinamarca, Estonia, Finlandia, Francia, Alemania, Letonia, Lituania, Noruega, Polonia, Rusia, Suecia, Suiza y Ucrania. Se ha encontrado a elevaciones de hasta 1620 metros. Vive en microhábitats como nidos y montículos.